# 斯克里普欽
50°54′40″N 31°1′40″E / 50.91111°N 31.02778°E
斯克里普欽（烏克蘭語：Скрипчин），是烏克蘭北部的村莊，隸屬切爾尼希夫州的切爾尼希夫區。該村始建於1666年，面積1.4平方公里，海拔高度114米，2014年人口268，人口密度每平方公里191.4人。